# Cid Sampaio
Cid Feijó Sampaio (Recife, 7 de dezembro de 1910 — Recife, 30 de setembro de 2010) foi um usineiro, industrial e político brasileiro. Foi governador do estado de Pernambuco.
Formou-se em Química no Recife e em Engenharia civil no Rio de Janeiro.
Usineiro e industrial, foi o primeiro presidente do Centro das Indústrias de Pernambuco.

## Governador
Eleito em 3 de outubro de 1958 governador de Pernambuco, assumiu o cargo em 31 de janeiro de 1959, entregando-o a Miguel Arraes em 1963.
Sob seu governo, construiu a Companhia Pernambucana de Borracha Sintética (COPERBO), fábrica de borracha sintética, com o dinheiro do Imposto de Circulação de Mercadorias (ICM), que teve arrecadação estimulada com a emissão de selos entregues por ocasião da compra de mercadorias, os chamados Bônus BS
Em 1994 concorreu novamente ao cargo de governador de Pernambuco, ficando em terceiro lugar.

## Deputado federal
Cid opôs-se à Ditadura Militar de 1964, porém filiou-se à Arena, partido situacionista, e foi eleito, em 1966, deputado federal.

## Senador
Em 1978, Cid Sampaio disputou as eleições para o senado em uma sublegenda da ARENA tendo como adversários os candidatos Jarbas Vasconcelos (do Movimento Democrático Brasileiro, MDB) e Nilo Coelho, este também da ARENA mas apoiado pelo então governador Moura Cavalcanti. Nilo saiu vitorioso devido à soma dos votos das duas sublegendas da ARENA, e, ficando Cid Sampaio seu suplente. Com o falecimento de Nilo Coelho em 1983, Cid veio a ocupar o cargo de Senador até o ano de 1987.

## Homenagem
Em 2002, a Assembléia Legislativa de Pernambuco o agraciou com o título "Expoente de Pernambuco".